# 托特山
托特山（英語：Mount Toth），是南極洲的山峰，位於阿蒙森海岸，處於肯德里克山以東9公里，屬於毛德王后山脈的一部分，海拔高度2,410米，美國地質調查局根據測量和美國海軍拍攝的空中照片繪入地圖，現時由南極條約體系管理。